# Emmanuel Mendy
Emmanuel Henry Gomis Mendy (Medina Gounass, 30 marzo 1990) è un ex calciatore senegalese naturalizzato guineense, di ruolo difensore.

## Biografia
Mendy parla cinque lingue, tra cui spagnolo, inglese e francese. È in possesso della cittadinanza spagnola, essendo emigrato da Medina Gounass a Vícar da bambino.

## Caratteristiche tecniche
Terzino destro, all'occorrenza può essere impiegato anche sulla fascia sinistra. È stato utilizzato anche da difensore centrale, nonostante la statura non elevata (178 cm).

## Carriera

### Club
Proveniente dagli spagnoli del Murcia Deportivo, è poi entrato a far parte delle giovanili del Liverpool. Il giocatore è rimasto in forza ai Reds fino al 30 giugno 2012, quando il suo contratto è giunto alla scadenza e si è pertanto svincolato. Non ha disputato alcuna partita in prima squadra.
Libero da vincoli contrattuali, Mendy è stato ingaggiato dai georgiani della Dinamo Tbilisi, militanti in Umaglesi Liga. Poco prima dell'inizio del campionato, ha subito un infortunio alla caviglia che lo ha tenuto lontano dai campi da gioco per diverso tempo: al suo rientro, gli è stato detto di non essere più indispensabile in squadra. Ha debuttato nella massima divisione locale in data 13 maggio 2013, schierato titolare nel successo per 2-4 sul Chikhura Sachkhere.
In seguito all'esperienza alla Dinamo Tbilisi, Mendy è stato ingaggiato dai lettoni del Daugava Rīga. Ha esordito in Virslīga in data 21 giugno 2014, impiegato da titolare nel pareggio per 1-1 maturato sul campo dello Jelgava. Il 3 luglio successivo ha avuto l'opportunità di giocare la prima partita nelle competizioni europee per club: è infatti sceso in campo nella sconfitta per 5-0 contro l'Aberdeen, sfida valida per l'andata del primo turno di qualificazione all'Europa League 2014-2015. Ha chiuso la stagione con 22 presenze, tra tutte le competizioni.
Terminata l'avventura al Daugava Rīga, Mendy ha fatto ritorno in Spagna per giocare nell'Huércal-Overa, in Tercera División. Agli inizi del 2016 è stato ingaggiato dai rumeni del Ceahlăul, in Liga II: ha esordito con questa maglia il 27 febbraio, nella sconfitta per 1-0 sul campo del Dunărea Călărași. Il Ceahlăul, che versava in grave crisi finanziaria e che sarebbe fallito al termine di quella stessa stagione, ha sfruttato alcune scappatoie nella legislazione rumena per non versare alcuno stipendio ai propri calciatori, che si limitavano a ricevere soltanto cibo nella mensa sociale. Mendy ha disputato 6 partite in questa porzione di stagione in squadra.
Successivamente, Mendy ha fatto nuovamente ritorno in Spagna, per giocare nel Pulpileño, sempre in Tercera División. Nella finestra di trasferimento invernale della stagione 2016-2017, è passato all'Eldense, in Segunda División B. Ha debuttato in squadra il 5 febbraio, sostituendo Tabala nella sconfitta per 5-0 maturata in casa dell'Atlético Saguntino. Ha giocato 11 partite per l'Eldense, per poi svincolarsi.
Il 6 settembre 2017, i norvegesi del Bergsøy – militanti in 4. divisjon, quinto livello del campionato – hanno reso noto l'ingaggio di Mendy. Ha esordito in squadra in data 8 settembre, venendo espulso per doppia ammonizione in occasione della sfida vinta per 4-0 sul Godøy.

### Nazionale
Mendy gioca per la Guinea-Bissau, potendo essere convocato in virtù delle sue origini. Ha esordito il 23 marzo 2016, in occasione del successo per 1-0 contro il Kenya, sfida valida per le qualificazioni alla Coppa delle Nazioni Africane 2017. La Guinea-Bissau si è qualificata per la manifestazione e Mendy è stato incluso tra i 23 calciatori convocati. Non ha giocato alcuna partita all'interno del torneo.

## Statistiche

### Presenze e reti nei club
Statistiche aggiornate all'8 settembre 2017.
| Stagione       | Club           | Campionato | Campionato | Campionato | Coppe nazionali | Coppe nazionali | Coppe nazionali | Coppe continentali | Coppe continentali | Coppe continentali | Supercoppe | Supercoppe | Supercoppe | Totale | Totale |
| Stagione       | Club           | Comp       | Pres       | Reti       | Comp            | Pres            | Reti            | Comp               | Pres               | Reti               | Comp       | Pres       | Reti       | Pres   | Reti   |
| -------------- | -------------- | ---------- | ---------- | ---------- | --------------- | --------------- | --------------- | ------------------ | ------------------ | ------------------ | ---------- | ---------- | ---------- | ------ | ------ |
| feb.-giu. 2013 | Dinamo Tbilisi | UL         | 1          | 0          | CG              | 2               | 0               | -                  | -                  | -                  | -          | -          | -          | 3      | 0      |
| 2014           | Daugava Rīga   | VL         | 19         | 0          | CL              | 1               | 0               | UEL                | 2                  | 0                  | -          | -          | -          | 22     | 0      |
| 2015-feb. 2016 | Huércal-Overa  | TD         | 18         | 1          | -               | -               | -               | -                  | -                  | -                  | -          | -          | -          | 18     | 1      |
| feb.-giu. 2016 | Ceahlăul       | L2         | 6          | 0          | CR              | -               | -               | -                  | -                  | -                  | -          | -          | -          | 6      | 0      |
| lug.-dic. 2016 | Pulpileño      | TD         | ?          | ?          | CR              | ?               | ?               | -                  | -                  | -                  | -          | -          | -          | ?      | ?      |
| gen.-giu. 2017 | Eldense        | SEB        | 11         | 0          | CR              | -               | -               | -                  | -                  | -                  | -          | -          | -          | 11     | 0      |
| set.-dic. 2017 | Bergsøy        | 4D         | 1          | 0          | CN              | -               | -               | -                  | -                  | -                  | -          | -          | -          | 1      | 0      |
| Totale         | Totale         | Totale     | 56+        | 1+         |                 | 3+              | 0+              |                    | 2                  | 0                  |            | -          | -          | 61+    | 1+     |